# At Sixes and Sevens
At Sixes and Sevens es el álbum debut de la banda gótica noruega Sirenia, publicado el 13 de agosto de 2002 bajo el sello austríaco Napalm Records.
En la singular portada en blanco y negro se utilizó a una modelo noruega, escogida por el diseñador de la cubierta, para representar a una sirena.
Morten Veland, fundador de la banda y anterior alma mater de Tristania, es un gran amante de la música clásica, y esa influencia se plasma claramente en "At Sixes and Sevens", en forma de teclados barrocos, violines herederos de Paganini y unos impresionantes coros de ópera que parecen directamente extraídos de "Carmina Burana". Los teclados otorgan atmósferas y matices muy diversos.
Las voces guturales y letras oscuras de Veland se alternan con la francesa Fabienne Gondamin, dueña de una dulce, hipnótica y potente voz. "In Sumerian Haze", la bella y melancólica tonada que cierra el disco (en la que canta íntegramente Gondamin casi a manera de susurro),es la única que sale del esquema de todo el álbum.
En términos generales, las piezas son largas, complejas y estructuradas con una métrica muy similar entre todas (excepto la última), algo que puede hacer pecar a este larga duración de cierta monotonía, y esto con mucho más razón por cuanto su siguiente trabajo fue excesivamente similar.
Como es la tónica habitual en Sirenia, Veland es el único autor de todas las composiciones, a las que les imprimió un carácter muy personal. Asimismo, interpretó la mayoría de los instrumentos que se utilizaron.

## Origen del título
“At sixes and sevens” (en seises y sietes) es una frase y una expresión idiomática en inglés, muy común en el Reino Unido. Se utiliza para describir un estado de confusión o desorden mental. 
La frase similar "to set the world on six and seven" (“para fijar el mundo a las seis y las siete”), utilizado por Geoffrey Chaucer, parece -en su contexto-, significar “aventurarse en el mundo” o “arriesgar la vida”.
Es bastante probable que el título reflejara el estado de ánimo de Morten Veland a la hora de emprender su nuevo proyecto musical luego de su turbulenta salida de Tristania, con la incertidumbre y las expectativas del caso.

## Lista de canciones
| N.º | Título                      | Letras        | Música | Duración |  |
| 1.  | «Meridian»                  | Morten Veland | Veland | 6:20     |  |
| 2.  | «Sister Nightfall»          | Veland        | Veland | 5:38     |  |
| 3.  | «On the Wane»               | Veland        | Veland | 6:37     |  |
| 4.  | «In a Manica»               | Veland        | Veland | 6:03     |  |
| 5.  | «At Sixes and Sevens»       | Veland        | Veland | 6:46     |  |
| 6.  | «Lethargica»                | Veland        | Veland | 5:30     |  |
| 7.  | «Manic Aeon»                | Veland        | Veland | 6:26     |  |
| 8.  | «A Shadow of Your Own Self» | Veland        | Veland | 5:58     |  |
| 9.  | «In Sumerian Haze»          | Veland        | Veland | 4:39     |  |

## Créditos
- Morten Veland – Voz gutural, guitarra, bajo, teclado, programaciones, batería.
- Kristian Gundersen – Voz Limpia (en pistas #4, #6, #8)

### Músicos de sesión
- Fabienne Gondamin – Voz femenina
- Pete Johansen – Violín
- Jan Kenneth Barkved – Voz Limpia (en pistas #2, #3, #4, #8, #9)
- The Sirenian Choir: Damien Surian, Emilie Lesbros, Johanna Giraud, Hubert Piazzola – Coro